# Anthony Numkena
Anthony Earl Numkena (Culver City, 20 agosto 1942) è un attore statunitense.
Tra il 1952 e il 1958 si afferma come il primo nativo americano cui venga accreditato il ruolo professionale di attore bambino in una lunga serie di film al cinema e alla televisione

## Biografia
Anthony Earl "Keena" Numkena nasce nel 1942 a Culver City in California. È nativo americano; il padre è di etnia Hopi, la madre di etnia Karuk.
Nativi americani lavorano come comparse nel cinema americano sin dalle origini, essendo la presenza degli "indiani" un tratto caratteristico nei film western. Per ragioni di verosimiglianza si richiede l'impiego di intere famiglie a rappresentare le tribù e la vita dei villaggi "indiani". Quando però un personaggio nativo americano abbia un ruolo di rilievo si preferisce di norma affidarsi ad attori professionisti "bianchi", alcuni dei quali nella propria carriera si specializzano proprio nell'impersonare parti di "indiano/a". Lo stesso vale per i bambini, impiegati numerosi come comparse, ma poi sostituiti da attori bambini "bianchi" quando si richieda da loro un ruolo di primo piano. È il caso ad esempio del personaggio di Little Beaver, il piccolo indiano compagno di avventure di Red Ryder, che compare in numerosi film negli anni '40, sempre interpretato da attori bambini "bianchi" come Tommy Cook, Robert Blake e Don Reynolds. Soltanto occasionalmente parti di rilievo sono affidate attori bambini nativi americani. I risultati migliori si hanno in film di carattere semi-documentario (Nocki in Stirpe eroica, 1925; e Cheeka in The Silent Enemy, 1930), dove l'interesse etnografico impone un maggiore realismo ed agli interpreti è chiesto non tanto di recitare quanto di impersonare se stessi. Nei rari casi invece in cui attori bambini nativi americani si trovino ad interagire con i "bianchi", come nel caso di Martin Good Rider al fianco di Shirley Temple in Susannah of the Mounties (1939), la forza del pregiudizio li costringe ad una recitazione caricaturale.
Numkena non è dunque il primo bambino nativo americano a comparire sullo schermo. Anch'egli comincia la sua carriera giovanissimo nel 1949 come comparsa assieme al fratello. Negli anni cinquanta tuttavia si afferma come il primo nativo americano cui venga accreditato il ruolo professionale di attore bambino in una lunga serie di film al cinema e alla televisione.
Il suo primo impegno di rilievo è nel 1952 nel film L'ultima freccia, diretto da Joseph M. Newman. Interpreta il ruolo di "Comes Running", un bambino indiano che viene adottato da un membro della Royal Canadian Mounted Police. Numkena si mostra sulla scena perfettamente a suo agio sia a piedi che a cavallo, per nulla intimorito dal dover interagire con una star come Tyrone Power, favorito anche dal fatto di essere guidato ad una recitazione meno forzatamente caricaturale, in cui gli è concesso di esprimersi in un buon inglese e di comportarsi in modo naturale.
Da allora Numkena appare in numerosi film al cinema e alla televisione, ogniqualvolta si richieda la presenza di un attore bambino nativo americano. Nel 1955-56 è nel cast principale dei 26 episodi della serie televisiva Penna di Falco, capo cheyenne, la prima ad avere come protagonista un nativo americano anche se interpretato da un attore di origine norvegese, Keith Larsen. Il cast principale comprende comunque due autentici nativi americani, Numkena appunto e l'attrice Kim Winona.
Numkena si ritira dalle scene nel 1958 per concentrarsi negli studi. Laureatosi in medicina alla University of California, Riverside, si stabilisce a Phoenix in Arizona, dove lavora per lo Indian Health Service e quindi nel campo della diagnostica per immagini.

## Filmografia

### Cinema
- L'ultima freccia (Pony Soldier), regia di Joseph M. Newman (1952)
- Destinazione Mongolia (Destination Gobi), regia di Robert Wise (1953) - non accreditato
- Nei mari dell'Alaska (Alaska Seas), regia di Jerry Hopper (1954)
- Giarrettiere rosse (Red Garters), regia di George Marshall (1954) - non accreditato
- Il segreto degli Incas (Secret of the Incas), regia di Jerry Hopper (1954) - non accreditato
- L'avventuriero di Burma (Escape to Burma), regia di Allan Dwan (1955)
- La straniera (Strange Lady in Town), regia di Mervyn LeRoy (1955)
- Carovana verso il West (Westward Ho, the Wagons!), regia di William Beaudine (1956)

### Televisione
- Schlitz Playhouse of Stars – serie TV, episodio 3x31 (1954)
- The Lone Wolf – serie TV, episodio 1x19 (1954)
- Letter to Loretta – serie TV, episodio 1x36 (1954)
- Royal Playhouse (Fireside Theatre) – serie TV, episodio 6x44 (1954)
- TV Reader's Digest – serie TV, episodio 1x14 (1955)
- Penna di Falco, capo cheyenne (Brave Eagle) – serie TV, 26 episodi (1955-1956)
- Broken Arrow – serie TV, episodio 2x17 (1958)
- Carovane verso il West (Wagon Train) – serie TV, episodio 1x26 (1958)